# Жіночі королівські військово-повітряні сили Великої Британії
Жіночі королівські військово-повітряні сили Великої Британії (англ.  Women's Royal Air Force, скорочено WRAF) — жіноче військове формування Королівських військово-повітряних сил Великої Британії.

## Історія

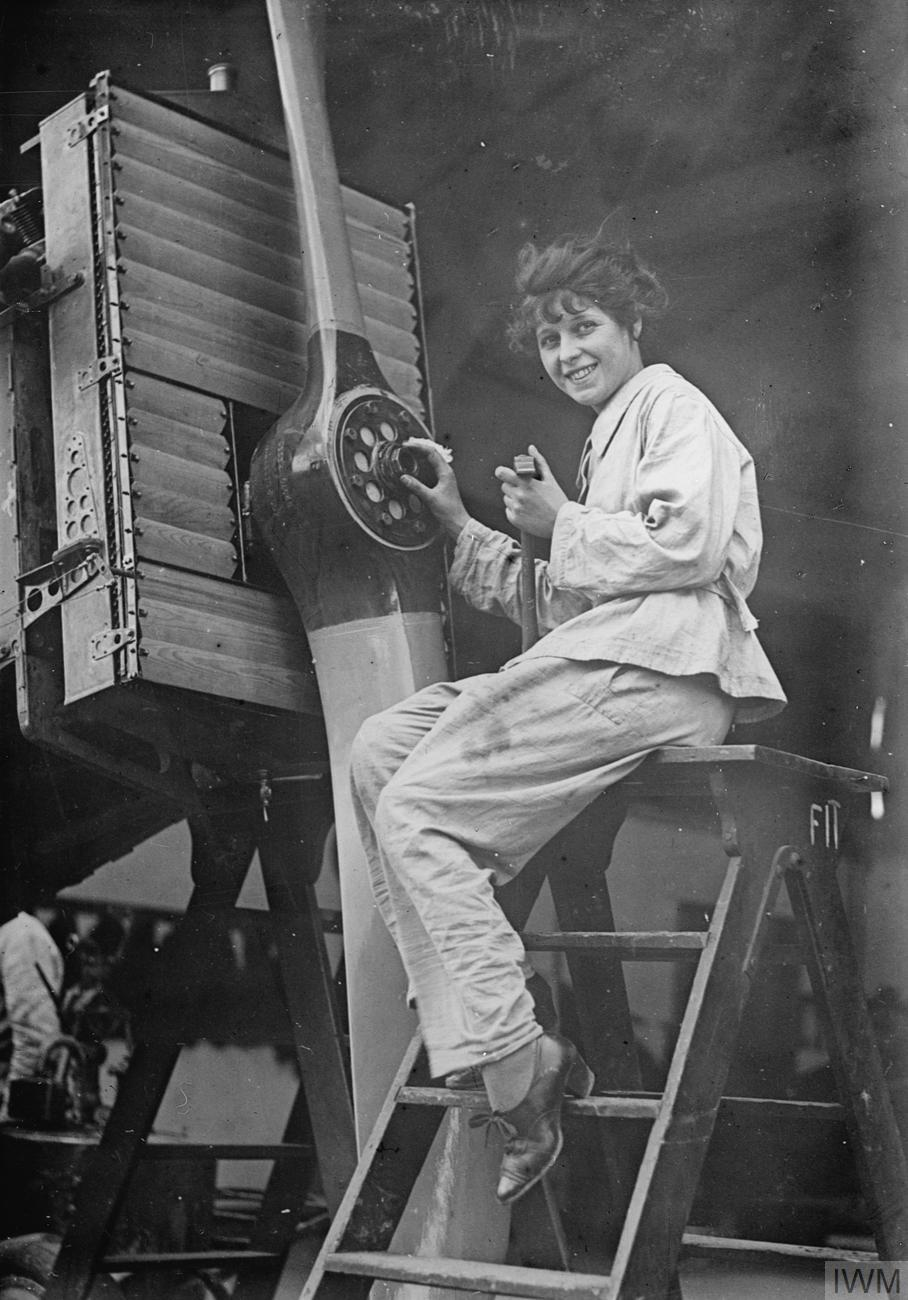
Слюсар жіночих королівських ВПС працює над двигуном Liberty De Havilland 9A.

Уперше жіночі королівські ВПС утворені як допоміжна організація у 1918 році наприкінці Першої світової війни. Початковою метою організації було навчання жінок на авіамеханіків, щоб звільнити більше чоловіків для безпосереднього призову на фронт Першої світової. Однак жінки з цих ВПС займали пізніше вже місця водіїв та механіків, а також стрільців. У 1920 році організація була розпущена. Останніми з померлих ветеранів Першої світової, які служили в цій організації, були Гледіс Паверс і Флоренс Грін.
У роки Другої світової війни місце традиційних жіночих BBC займали жіночі допоміжні ВПС. 1 лютого 1949 року жіночі королівські ВПС були утворені знову. З плином часу у звичайних королівських ВПС все більше посад займали жінки, і у 1994 році жіночі ВПС були остаточно скасовані. Ще раніше у 1972 році був скасований оркестр жіночих BBC, чиї музиканти перейшли в оркестр Жіночого королівського армійського корпусу.

## Військові звання з 1949 року
| Звання в жіночих ВПС             | Звання в звичайних ВПС    |
| Офіцер-пілот                     | Офіцер-пілот              |
| Літаючий офіцер                  | Літаючий офіцер           |
| Офіцер польоту                   | Лейтенант польоту         |
| Офіцер ескадрильї                | Лідер ескадрильї          |
| Офіцер крила                     | Командир крила            |
| Офіцер групи                     | Капітан групи             |
| Командир повітряних сил          | Комадор повітряних сил    |
| Головнокомандувач повітряних сил | Віцемаршал повітряних сил |

## Командири

### У Першу світову
- Гертруда Кроуфорд (1918)
- Вайолет Дуглас-Пеннант (травень — вересень 1918)
- Хелен Гвен-Воен (вересень 1918–1920)

### Після Другої світової
- Повітряний командир-дама Фелісіті Хенбері (1949–1950)
- Повітряний командир-пані Ненсі Селмон (1950–1956)
- Повітряний командир-дама Генрієтта Барнет (1956–1959)
- Повітряний командир-пані Енн Стівенс (1959–1962)
- Повітряний командир-дама Джин Конан Дойл (1962–1966)
- Повітряний командир-дама Фелісіті Хілл (1966–1969)
- Повітряний комодор Філіпа Маршалл (1969–1973)
- Повітряний комодор Моллі Еллотт (1973–1976)
- Повітряний комодор Джой Темблін (1976–1980)
- Повітряний комодор Хелен Рентон (1980–1986)
- Повітряний комодор Ширлі Джонс (1986–1989)
- Повітряний комодор Рут Монтаг (1989–1994)